# Libertad (1861)
El Libertad fue un buque de vapor de guerra que sirvió en la escuadra del Estado de Buenos Aires en su lucha contra la Confederación Argentina y en la Armada Argentina.

## Historia
El vapor Marquês de Caixas, propiedad de la Compañía Brasileña de Vapores fue adquirido por el Estado de Buenos Aires el 4 de diciembre de 1861 a su representante Hermenegildo Antonio Ponce en la suma de 3000 onzas de oro selladas.
Tenía una eslora de 26 m, 6.75 m de manga, 4 m de puntal, un calado de 1.80 m y 110 t de desplazamiento. Era impulsado por una máquina de vapor oscilante de 35 HP alimentada por dos calderas que le permitían alcanzar una velocidad de crucero de 7 nudos y máxima de 8. La capacidad de sus carboneras era de 20 t, que le aseguraban una autonomía de 800 millas.
Tras alistarse montando 2 colizas de bronce de a 18, fue incorporado a la escuadra porteña con el nombre Libertad al mando del capitán José María Manzano siendo destinado a tareas de servicios generales en el puerto de la ciudad de Buenos Aires.
Finalizada la guerra entre la Confederación Argentina y el Estado de Buenos Aires al poco tiempo de su compra y tomada la decisión de reducir la escuadra por razones presupuestarias, por decreto del 16 de abril de 1862 se dispuso su venta. Ante la ausencia de interesados, pasó a la órbita de la Capitanía del Puerto sin tripulación militar y en 1863 fue cedido al servicio del Resguardo de la Aduana.
En 1864 fue reintegrado al servicio en la Armada al mando del capitán Lino Adolfo Neves. Pasó a los astilleros de la Armada en Barracas (Buenos Aires) pero al estallar la Guerra del Paraguay se dispuso una inspección que lo consideró sin valor militar por lo que se remató el 27 de noviembre de 1865.
No existiendo oferentes, se dispuso que se le extrajeran las máquinas, quedando solo su casco fondeado en el Riachuelo como pontón carbonero.